# Григорівська сільська рада (Великобурлуцький район)
Григорі́вська сільська́ ра́да — адміністративно-територіальна одиниця та орган місцевого самоврядування в Великобурлуцькому районі Харківської області. Адміністративний центр — село Григорівка.

## Загальні відомості
- Григорівська сільська рада утворена в 1919 році.
- Територія ради: 60,34 км²
- Населення ради: 800 осіб (станом на 2001 рік)

## Населені пункти
Сільській раді були підпорядковані населені пункти:
- с. Григорівка
- с. Амбарне
- с-ще Соніно

## Склад ради
Рада складалася з 12 депутатів та голови.
- Голова ради: Чернявський Андрій Володимирович
- Секретар ради: Крюкова Світлана Михайлівна

### Керівний склад попередніх скликань
| Прізвище, ім'я, по батькові      | Основні відомості                                                         | Дата обрання | Дата звільнення |
| -------------------------------- | ------------------------------------------------------------------------- | ------------ | --------------- |
| Чернявський Андрій Володимирович | Сільський голова, 1969 року народження, безпартійний                      | 26.03.2006   | 31.10.2010      |
| Чернявський Андрій Володимирович | Сільський голова, 1969 року народження, освіта вища, член Партії регіонів | 31.10.2010   |                 |

Примітка: таблиця складена за даними сайту Верховної Ради України

### Депутати
За результатами місцевих виборів 2010 року депутатами ради стали:

#### За суб'єктами висування
| Суб'єкт висування | Кількість обраних депутатів | %  |
| ----------------- | --------------------------- | -- |
| Партія регіонів   | 9                           | 75 |
| Самовисування     | 3                           | 25 |

#### За округами
| № округу        | Прізвище, ім'я, по батькові    | Дата визнання обраним | Освіта             | Партійна приналежність | Відомості про обраного депутата            |
| --------------- | ------------------------------ | --------------------- | ------------------ | ---------------------- | ------------------------------------------ |
| Партія регіонів |                                |                       |                    |                        |                                            |
| 1               | Чикін Галина Іванівна          | 03.11.2010            | вища               | член Партії регіонів   | Григорівський НВК, вихователь              |
| 2               | Злобіна Тетяна Вікторівна      | 03.11.2010            | середня            | член Партії регіонів   | ПП «Джерело», повар                        |
| 3               | Чернявська Лариса Миколаївна   | 03.11.2010            | вища               | член Партії регіонів   | Григорівський НВК, вчитель                 |
| 4               | Купін Олександр Миколайович    | 03.11.2010            | вища               | член Партії регіонів   | тимчасово не працює                        |
| 5               | Крюкова Світлана Михайлівна    | 03.11.2010            | вища               | член Партії регіонів   | Григорівська с/р, бухгалтер                |
| 8               | Безкоровайна Тетяна Миколаївна | 03.11.2010            | вища               | член Партії регіонів   | Григорівський НВК, вчитель                 |
| 9               | Купін Володимир Олександрович  | 16.11.2010            | середня спеціальна | член Партії регіонів   | Григорівський Будинок культури, директор   |
| 11              | Злобін Генадій Олексійович     | 03.11.2010            | середня            | член Партії регіонів   | ПП «Джерело», начальник дільниці           |
| 12              | Бурденюк Віталій Анатолійович  | 03.11.2010            | середня            | член Партії регіонів   | тимчасово не працює                        |
| Самовисування   |                                |                       |                    |                        |                                            |
| 6               | Драганчук Віктор Олександрович | 03.11.2010            | середня            | позапартійний          | КВРЕСХарків обл.енерго, електрик           |
| 7               | Добролежа Надія Іванівна       | 03.11.2010            | середня            | позапартійна           | ЧП «Азаров», продавець                     |
| 10              | Холод Людмила Вікторівна       | 03.11.2010            | середня            | позапартійна           | Григорівське поштове відділення, листоноша |